# Pseudo-atoll des Everglades
Le pseudo-atoll (en) des Everglades  était une structure géomorphologique majeure du sud de la Floride au  Pliocène (de 5,3 à 2,6 millions d'années avant notre ère).

## Origine
Le pseudo-atoll des Everglades a commencé sa croissance au début de l'Éocène sous la forme d'une paléodépression probablement créée par un impact d'astéroïde sur la plate-forme de Floride (en) dans le sud du parc national des Everglades actuel. Le pseudo-atoll était entouré par une lisière surélevée. Sa croissance en tant que système récifal et pseudo-atoll a commencé au cours de l'Oligocène, où il a atteint sa taille maximale de 330 km du nord au sud pendant le Plaisancien (fin du Pliocène). (Pétuch, 163).

## Description
Le pseudo-atoll des Everglades était un système de récifs asymétriques en forme de U qui entourait la mer okeechobienne (en), un peu comme les atolls du Pacifique Sud qui entourent un lagon central. Le côté ouest était plus développé que l'est et le sud.
Sur le côté ouest de ce pseudo-atoll se trouvait la zone de récifs d'Immokalee et une chaîne d'îles appelée l'archipel d'Immokalee. La grande plate-forme Hendry se trouvait derrière le récif à l'est. Des forêts de mangrove s'étendaient au sud-ouest du pseudo-atoll le long de ce qui est aujourd'hui la côte sud-ouest de la Floride. Au nord-ouest se trouvait le système de lagune de Myakka, un estuaire tropical d'eau saumâtre.
À l'est se trouvait l'étroit récif de Miami-Palm Beach. Entre l'ouest et l'est se trouvait une lagune large et très profonde (100 mètres) connue sous le nom de détroit de Loxahatchee. La partie nord du pseudo-atoll était la baie de Kissimmee, qui était bordée de vasières et de jungles de mangrove.

## Chronologie
La chronologie du pseudo-atoll (en) a été  développée à partir de dépôts de différentes communautés d'organismes. Les plus anciennes datent du début du Plaisancien : ce sont des communautés d'estran vaseux-sableux de faible profondeur à Mercenaria tridacnoides (des clams), de lagon profond à Nodipecten peedeensis (des pectinidés), de lagon peu profond à Apicula buckinghamensis (des turritellidés) et de récif corallien à Phyllangia blakei.
La deuxième période se situe au milieu du Plaisancien et contient des communautés d'estran boueux et peu profond à Strombus floridanus (des conques), de lagon peu profond à Apicula gladeensis,  de lagon à  Nodipecten (en)floridensis et la communauté à Hyotissa meridionalis (des gryphéidés).
La troisième période correspond à la fin du Plaisancien. Elle contient des zones coralliennes étagées selon l'action des vagues, allant de l'océan ouvert au bassin abrité. La communauté de plus haute énergie est celle à Pocillopora crassoramosa de la crête des récifs coralliens. Derrière elle se trouvent plusieurs communautés d'arrière-récif : celle à Dichocoenia tuberosa, puis, moins perturbée, celle à Isophyllia desotonsis, celle à Stylophora affinis, encore plus abritée, puis la communauté de lagon abrité à Antillia bilobata.
Le quatrième période correspond au développement maximal de l'estuaire du système de lagune de Myakka. Elle  comprenait les forêts de mangroves à vasière de la communauté à Pyrazisinus scalinus et les bancs de palourdes peu profonds et boueux de la communauté à Mulinia sapotilla. Plus tard sont apparus les bancs de moules de lagon peu profond de la communauté à Perna conradiana et la communauté de lagon peu profond à Chama emmonsii. La baie de Kissimmee contenait des forêts de mangrove peu profondes et la communauté de vasière à Pyrazisinus kissimmeesis (des escargots de mer) et la communauté de vasières et de Thalassia à Siphocypraea kissimmeesis.